# Hell Gate Bridge
Die Hell Gate Bridge ist eine Eisenbahnbrücke über den East River in New York City. Sie ist die Hauptbrücke einer umfangreichen Brückenfolge, die den Stadtbezirk Queens auf Long Island über den East River und die Inseln Wards Island und Randalls Island hinweg mit dem Stadtbezirk The Bronx auf dem Festland nördlich von Manhattan verbindet.
Bei ihrer Fertigstellung im Jahr 1916 war sie die größte Bogenbrücke der Welt, bis sie 1931 von der Bayonne Bridge in New Jersey übertroffen wurde. Zudem war sie Vorbild für die 1932 eröffnete Sydney Harbour Bridge in Australien.

## Name
Ihr Name leitet sich von der „Hell Gate“ (dt.: Höllentor) genannten Mündung des Harlem River in den East River ab, der wegen unberechenbarer Strudel gefährlichsten Stelle des East River.

## Funktion
Die Hell Gate Bridge ist Teil der New York Connecting Railroad. Sie verbindet die Insel Long Island mit dem Festland und dem gesamten Neuengland. In der anderen Richtung führt die New York Connecting Railroad von Long Island durch zwei parallele Tunnelröhren zur New York Pennsylvania Station in Manhattan und von dort aus weiter in das ehemalige Hauptnetz der Pennsylvania Railroad (PRR) auf der anderen Seite des Hudson River nach New Jersey. Diese Streckenführung ergab sich aus dem Umstand, dass die PRR zunächst westlich des Hudson River in Jersey City endete, dann aber die auf der anderen Seite von Manhattan gelegene Long Island Railroad erwarb und erst von dort aus nach Norden in Richtung Neuengland expandierte. Um das zu ermöglichen, war eine Querung des East River im Norden von Long Island erforderlich, die durch die Hell Gate Bridge geschaffen wurde.

## Bauwerk

### Streckenführung

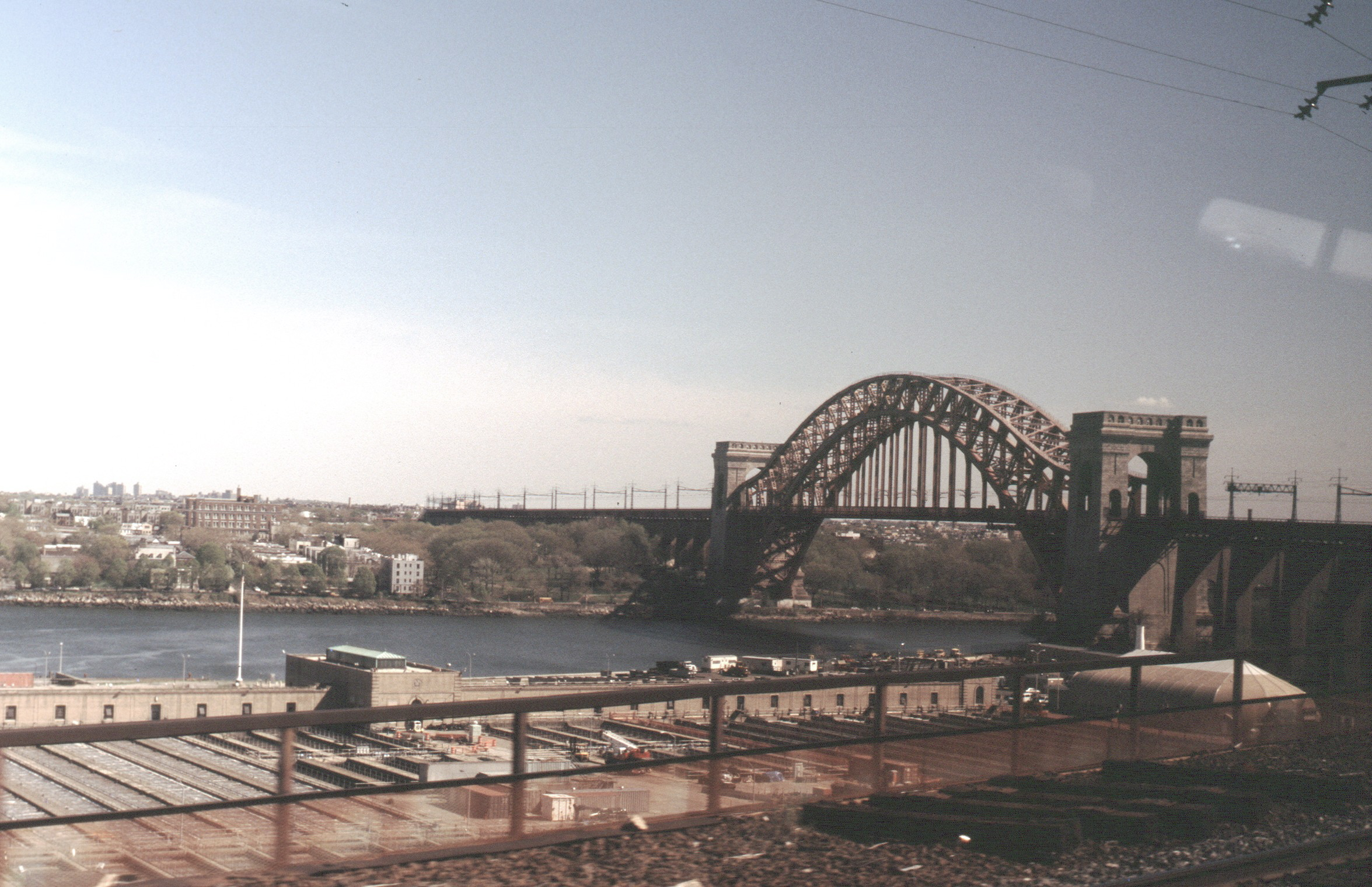
Die Hell Gate Bridge vom Zug aus (Höhe Little Hell Gate Bridge) gesehen

Die Hell Gate Bridge hat eine lichte Höhe von 41 m (135 ft), weshalb die Eisenbahnzüge lange Rampenbrücken für den Aufstieg benötigen. In Queens schließt die Rampenbrücke an den das Stadtviertel Astoria durchquerenden Bahndamm an. Auf der anderen Seite des East River beschreibt die Rampenbrücke eine große Kurve nach Norden über Wards Island hinweg bis zur Little Hell Gate Bridge über den namengebenden, inzwischen zugeschütteten Meeresarm. Über die neu angelegten Grünanlagen von Randalls Island führt die fortgesetzte Rampenbrücke bis zu einer weiteren Brücke über den seit der Bauzeit wesentlich schmaler gewordenen Bronx Kill. Auch in der Bronx stehen noch einige Brückenfelder, bis die Rampenbrücke in den weiter nach Norden führenden Bahndamm übergeht. Die Länge der Gesamtanlage wird mit 5.151 m (16.900 ft) angegeben, nach anderen Quellen mit 5.852 m (19.200 ft), was in beiden Fällen aber einige der Bahndämme einschließt. Ursprünglich hatte die Strecke vier Gleise.
Das Projekt wurde von Gustav Lindenthal entworfen, der hinsichtlich der architektonischen Gestaltung von Henry Hornbostel beraten wurde. Lindenthal wurde in seinem großen Ingenieurbüro von Othmar Ammann und David B. Steinman unterstützt.

### Hell Gate Bridge

#### Entwurf und Bauausführung

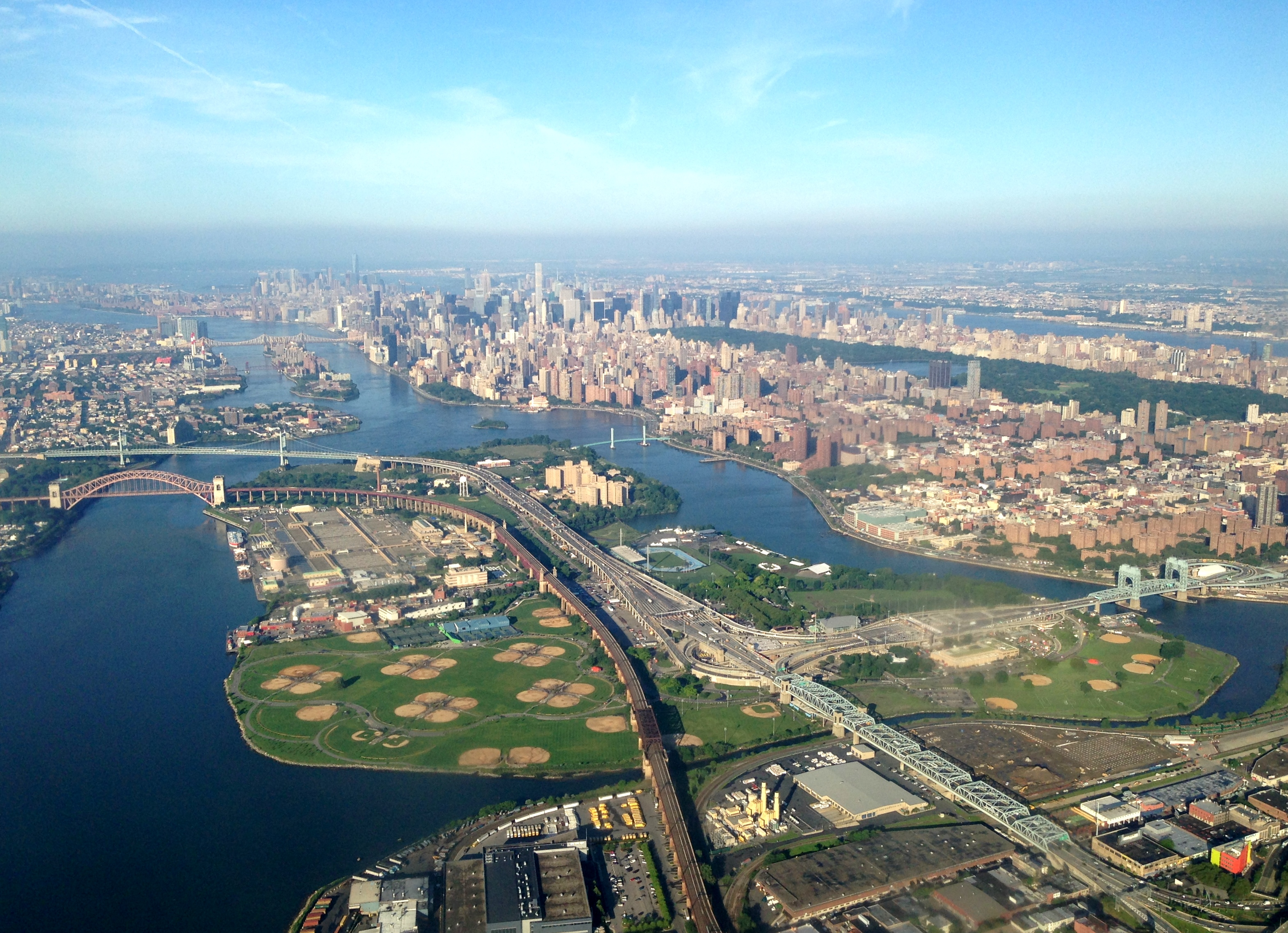
Blick über Wards Island in Richtung Süden – am linken Bildrand ist die Hell Gate Bridge zu erkennen, dahinter die Triborough Bridge

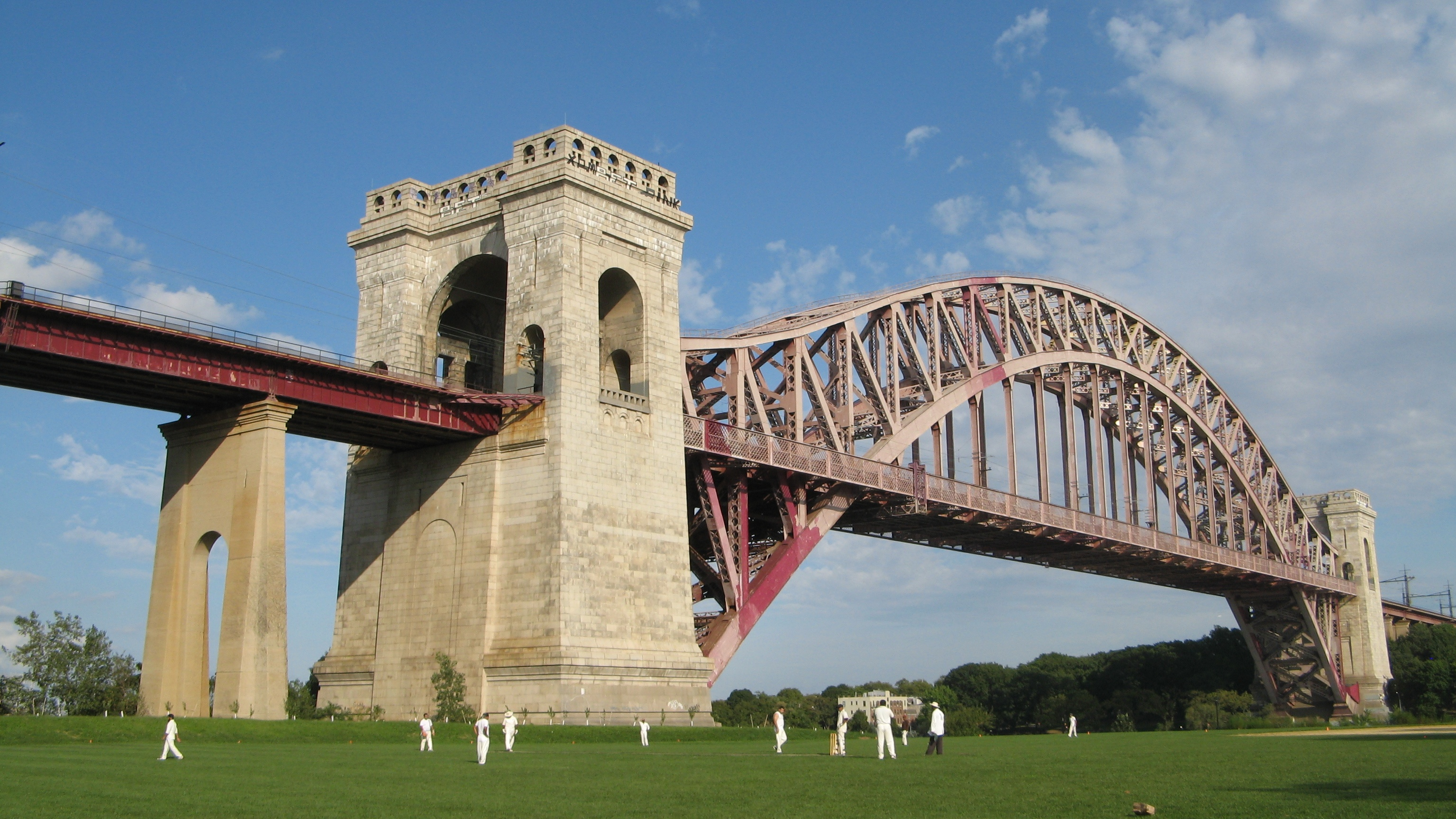
Cricket auf Wards Island

Der Entwurf der Brücke wurde auf der Internationalen Baufach-Ausstellung Leipzig 1913 ausgestellt und mit einer Goldenen Medaille ausgezeichnet. Gebaut wurde sie 1912–1916 von der American Bridge Company (die Rampenbrücken wurden von der McClintic-Marshall Company ausgeführt). Der erste reguläre Zug befuhr die Brücke 1917.

#### Beschreibung
Die Hell Gate Bridge war eine der ersten großen stählernen Bogenbrücken. Ihr Fachwerk-Bogen hat eine Spannweite von 298 m, bei einer lichten Höhe von 41 m und einer maximalen Höhe von 93 m. Sie ist 30 m breit. Die Anlage ist – einschließlich der beiderseitigen Rampen – 18 km lang.
Die oberen und unteren Gurte der Bögen sind mit Pfosten und fallenden Diagonalen verbunden. In beiden Gurtebenen sind Windverbände eingebaut. Mit Ausnahme der Gurte bestehen alle Stäbe aus offenen Gitterprofilen. Der Bogen ist an den Untergurten auf großen Kämpfern gelenkig gelagert. Deshalb dienen nur die Sockel der großen steinernen Türme zu beiden Seiten der Brücke als Widerlager, die 76,2 m hohen Türme selbst haben lediglich gestalterische Funktionen um die Hauptbrücke einzurahmen und den Übergang zwischen den Rampenbrücken und der Bogenbrücke zu betonen. Auch die Obergurte stützen sich nur scheinbar an den Türmen ab, wie auf Fotos vom Freivorbau der Bögen zu sehen ist, auf denen die Bögen fast fertig, die Türme aber noch nicht vorhanden sind.
Die Fahrbahnträger sind an den Bögen angehängt; sie bestehen aus 8 parallelen Doppel-T-Profilen, wobei jeweils zwei durch Querverbände untereinander ausgesteift sind.
Das fertiggestellte Bauwerk wurde zum Vorbild für die ähnlich konstruierte Sydney Harbour Bridge in Sydney, New South Wales, Australien, die eine Spannweite von 503 Metern hat.

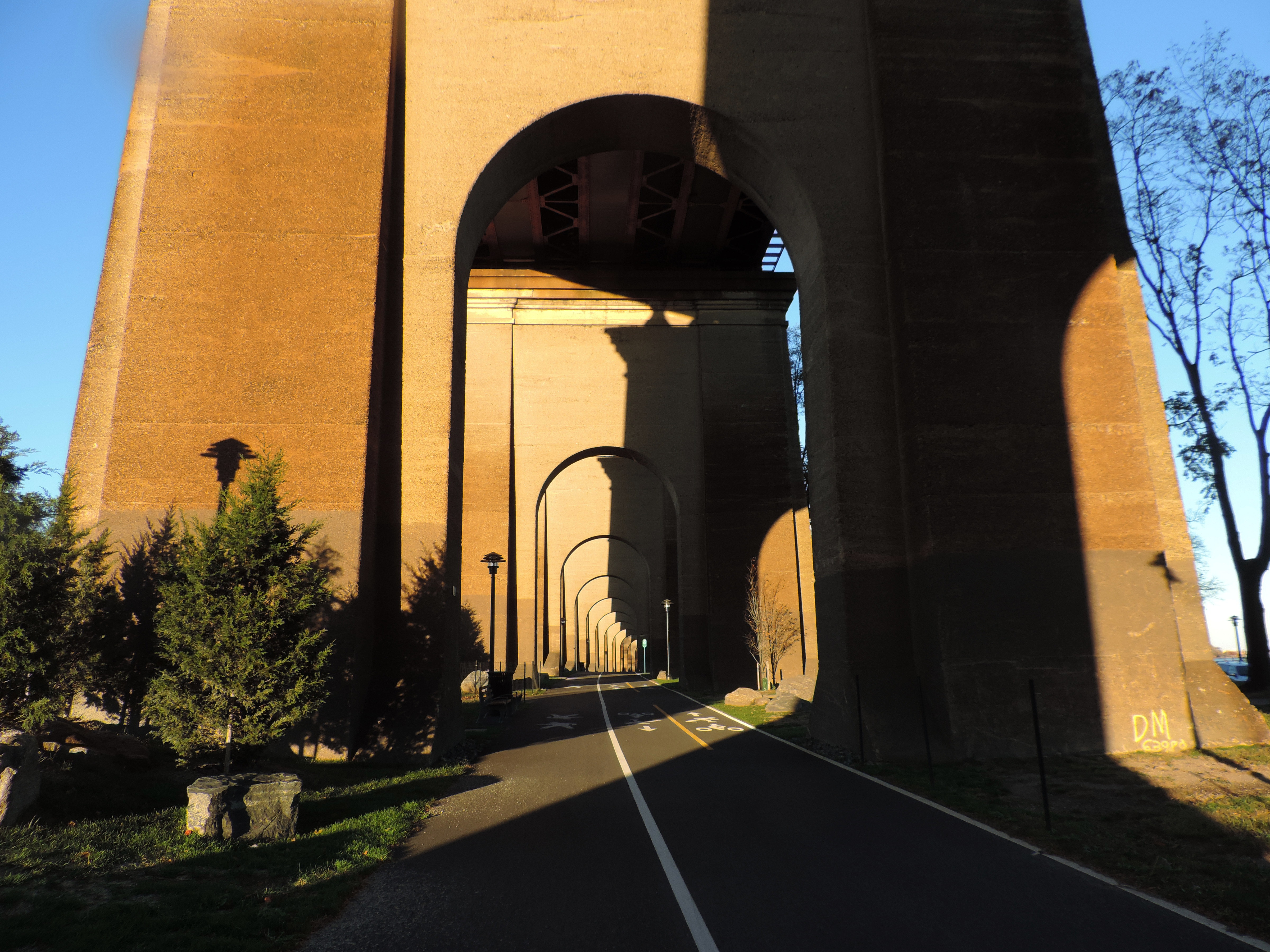
Unter der Rampenbrücke auf Randalls Island

### Rampenbrücken
Die Rampenbrücken sind sämtlich als Balkenbrücken ausgeführt, bei denen, wie auf der Hauptbrücke, 2 × 4 Doppel-T-Profile die Gleise tragen und ihrerseits auf Betonportalen mit hohen Rundbogen lagern. Während der Raum unter der Brücke in Astoria üblicherweise zu den anliegenden Häusern gehört, wurde er auf den beiden Inseln weitgehend zu einem Geh- und Radweg ausgebaut.

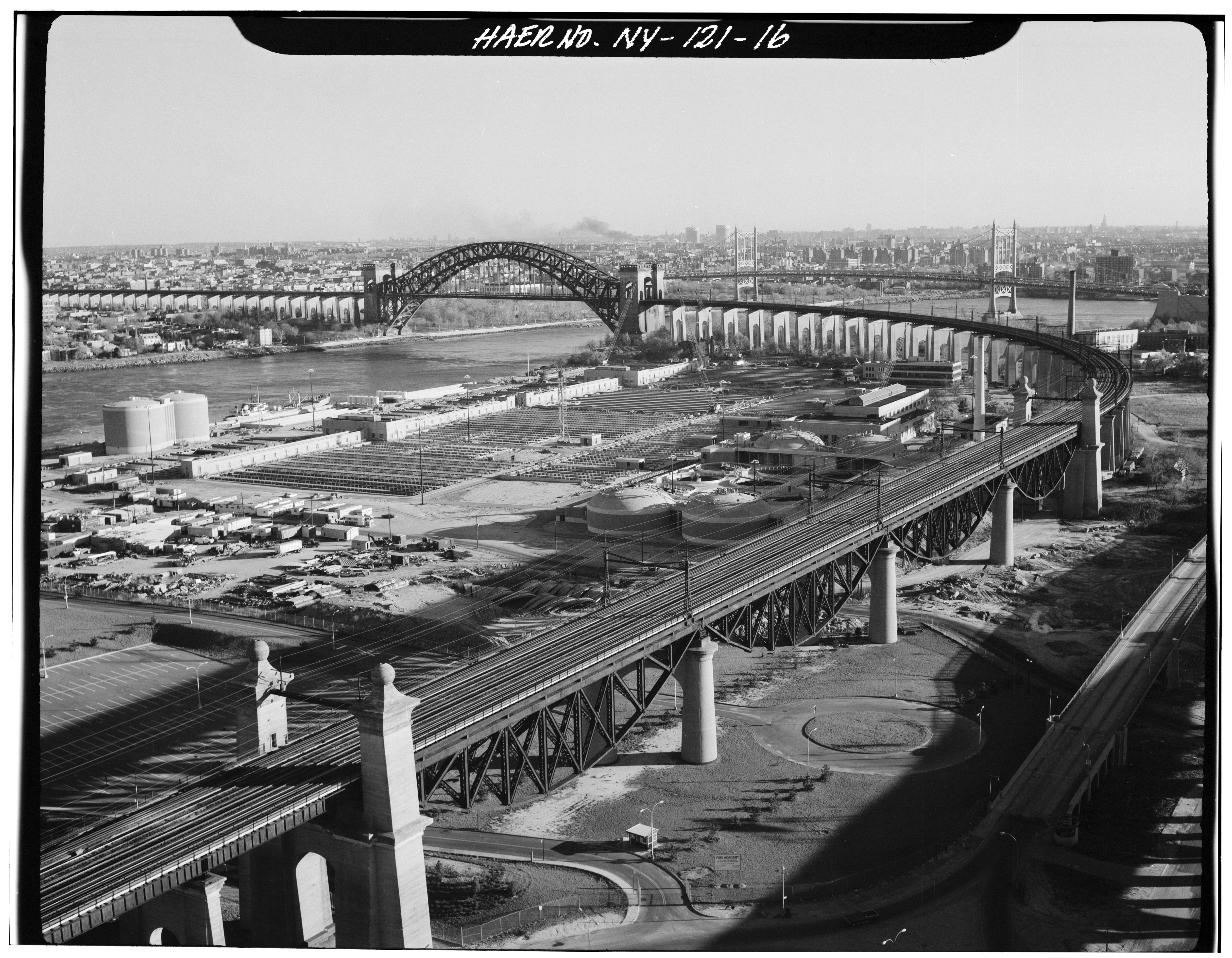
Little Hell Gate Bridge

### Little Hell Gate Bridge
Die Little Hell Gate Bridge über den früheren Meeresarm zwischen Wards Island und Randalls Island ist eine 351,6 m lange Fischbauchträgerbrücke mit vier fast gleich langen Brückenfeldern. Die Brücke wird von 47 m hohen, aber dennoch zierlich wirkenden Türmen mit quadratischem Querschnitt und einer Kugel auf der Turmspitze gerahmt und von runden Betonpfeilern gestützt, die ebenfalls durch Rundbögen verbunden sind. Diese Brücke ist beachtenswert, weil sie eine der wenigen, wenn nicht die einzige Fischbauchträgerbrücke in Nordamerika ist.

### Bronx Kill Bridge

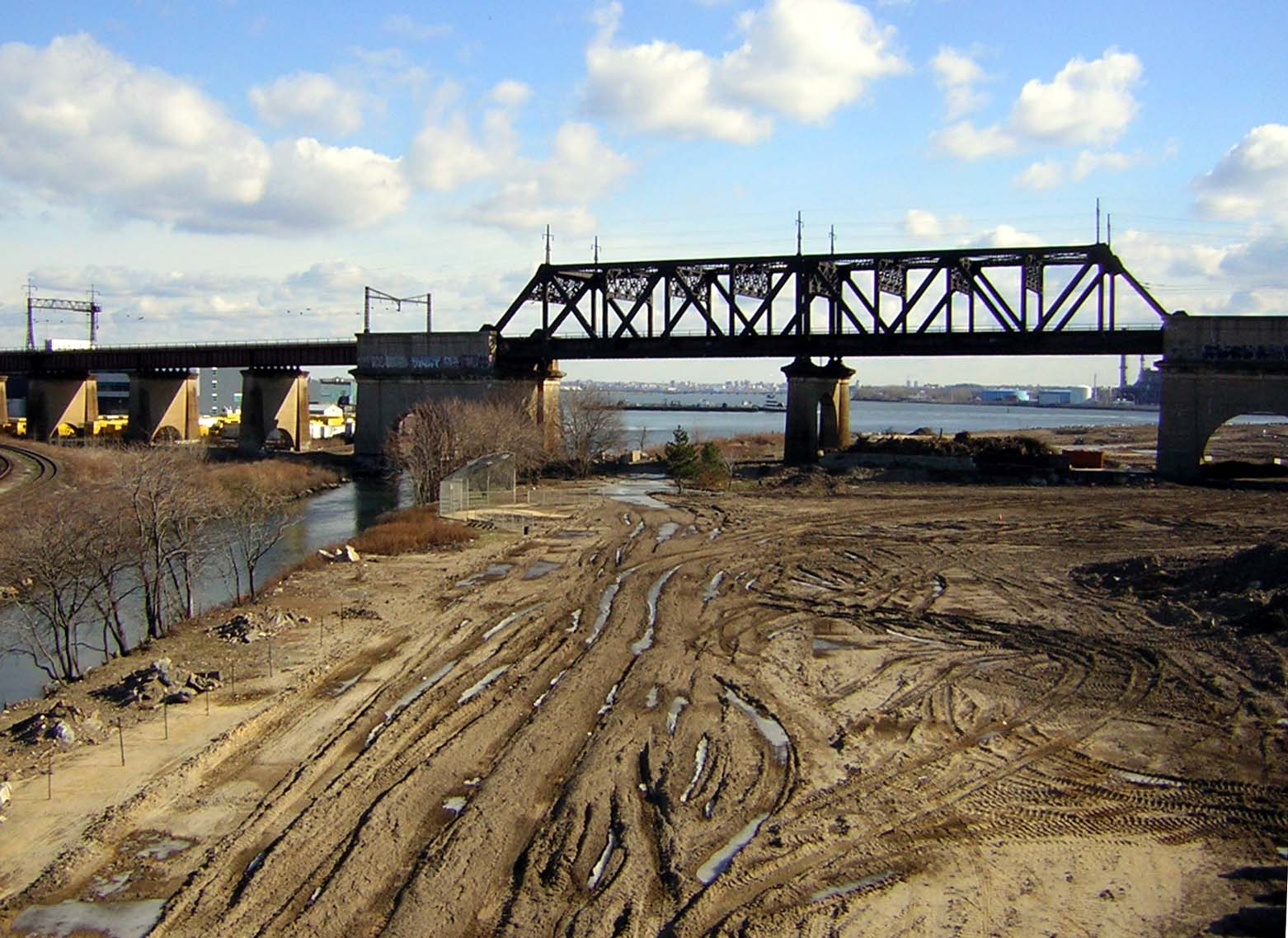
Bronx Kill Bridge vor der Anlage der Grünflächen

Die Bronx Kill Bridge wurde über den damals noch breiten, gleichnamigen Meeresarm mit einer Stützweite von 100 m (350 ft) gebaut. Sie sieht von weitem wie eine übliche parallelgurtige Fachwerkbrücke aus, wird allerdings durch einen Mittelpfeiler gestützt. Ihre Enden lagern auf eigenartigen Betonbauwerken mit fast quadratischem Grundriss, deren Seitenwände durch Rundbogen geöffnet sind. Zur Zeit des Baus wurde nicht ausgeschlossen, den Bronx Kill zu einem schiffbaren Kanal auszubauen. Die Brücke wurde deshalb nach den Plänen der Strauss Bascule Bridge Company aus Chicago, Illinois, so gebaut, dass sie leicht zu einer Klappbrücke hätte umgebaut werden können. Das erklärt den Überbau aus zwei voneinander unabhängigen Fachwerkträger-Hälften, die auf dem Mittelpfeiler lagern. Ein Klappmechanismus hätte in die Betonbauwerke an beiden Enden der Brücke eingebaut werden können, was die seltsame Gestalt erklärt.
Der Kanal wurde nie ausgebaut, vielmehr wurde der Bronx Kill im Lauf der Zeit bis auf einen etwa 20 m breiten Graben verengt, der außerdem nicht mehr unter der Brücke verläuft, sondern durch den Rundbogen ihres nördlichen Kopfbauwerks gelegt wurde. Heute überspannt die Brücke die Grünfläche eines dort angelegten Sportparks. Unter der Brücke führt die Verlängerung des bereits unter den Rampenbrücken angelegten Geh- und Radwegs entlang. Um 2010 wurde in dem nördlichen Betonbauwerk eine Fußgängerbrücke in Form einer rot gestrichenen, flachen Fachwerk-Bogenbrücke über den schmalen Graben des Bronx Kill eingebaut. Dieser greenway connector soll Fußgängern und Radfahrern aus der Bronx den Zugang zu den Parks und Sportanlagen auf Randalls Island ermöglichen.

## Geschichte
Die Brücke war im Zweiten Weltkrieg eines der Ziele des vereitelten Kommandounternehmens Unternehmen Pastorius, mit dem die deutsche Kriegsmarine strategische Ziele in den USA treffen wollte.
Heute gehört die Brücke Amtrak. Über sie verlaufen nur noch drei Gleise: zwei elektrifizierte für den Personenverkehr und ein nicht elektrifiziertes für den Güterverkehr.
In den 1990er Jahren erhielt die Hell Gate Bridge erstmals einen neuen Anstrich – in einem extra entwickelten Hell Gate Red. Das rote Pigment in dem ansonsten fehlerfreien Anstrich begann jedoch bald zu verblassen, was der Brücke einen seltsam verwaschenen Anblick gibt. Die Rampenbrücken wurden um 2009 saniert und gestrichen.